# Paris Calling
Paris Calling (Brasil: Paris Está Chamando / Portugal: Os Heróis de Paris) é um filme norte-americano de 1942, do gênero ação, dirigido por Edwin L. Marin e estrelado por Elisabeth Bergner e Randolph Scott.
Paris Calling é um dos primeiros filmes a retratar a Resistência Francesa em sua luta para libertar Paris das mãos dos nazistas.

## Sinopse
Assim que os nazistas marcham sobre Paris, um grupo de patriotas franceses se organizam para sabotar as tropas de ocupação. Uma aristocrata, Marianne Jannetier, junta-se ao grupo porque descobre que André Benoit, seu ex-noivo, é um reles colaborador. Um paraquedista norte-americano, Tenente Nick Jordan, junta-se aos resistentes e vive um caso de amor com Marianne.

## Elenco
| Ator/Atriz        | Personagem            |
| ----------------- | --------------------- |
| Elisabeth Bergner | Marianne Jannetier    |
| Randolph Scott    | Tenente Nick Jordan   |
| Basil Rathbone    | André Benoit          |
| Gale Sondergaard  | Colette               |
| Lee J. Cobb       | Capitão Schwabe       |
| Charles Arnt      | Tenente Lantz         |
| Eduardo Ciannelli | Mouche                |
| Elisabeth Risdon  | Madame Jennetier      |
| Georges Renavent  | Mordomo               |
| William Edmunds   | Professor Marceau     |
| J. Pat O'Malley   | Sargento Bruce McAvoy |
| Georges Metaxa    | Garçom                |
| Paul Leyssac      | Chefe da Resistência  |